# Premi Llibreter de narrativa
El Premi Llibreter de narrativa és un premi literari convocat pel Gremi de Llibreters de Catalunya des de l'any 2000. A partir de les obres publicades l'any anterior, en qualsevol llengua, el jurat selecciona unes obres finalistes i una de guanyadora. El premi no té dotació econòmica.

## Guanyadors i finalistes
- 2000 Sándor Márai, per L'última trobada

Martí Rosselló, per Anna K
Enrique Vila-Matas, per Bartleby y compañía
Carme Riera, per Cap al cel obert
Dulce Chacón, per Cielos de barro
Antoni Puigverd, per La gàbia d'or
Vikram Seth, per Una música constant
- 2001 Javier Cercas, per Soldados de Salamina

Kressmann Taylor, per Adreça desconeguda
Dai Sijie, per Balzac i la petita modista xinesa
Quim Monzó, per El millor dels mons
José Avelló, per Jugadores de billar
Orhan Pamuk, per La casa del silencio
Tracy Chevalier, per La noia de la perla
Imma Monsó, per Tot un caràcter
- 2002 Charles Baxter, per El festí de l'amor

Daniel Chavarría, per Allá ellos
Xuan Bello, per Historia Universal de Paniceiros
Ferran Torrent, per Societat Limitada
Carlos Ruiz Zafón, per La sombra del viento
Atiq Rahimi, per Terra i cendra
Brady Udall, per La vida milagrosa de Edgar Mint
Àlbum il·lustrat: Teresa Duran i Montse Gibert, per El segle més nou del món
- 2003 John Maxwell Coetzee, per L'edat de ferro

Rohinton Mistry, per Afers de família
Jordi Puntí, per Animals tristos
Ian McEwan, per Expiació
Albert Sánchez Piñol, per La pell freda
Imma Monsó, per Millor que no m'ho expliquis
Paul Smaïl, per Vivir me mata
- 2004 Enrique de Hériz, per Mentira

Arto Paasilinna, per El moliner udolaire
Eduard Màrquez, per El silenci dels arbres
Enrique Vila-Matas, per Paris no se acaba nunca
Philip Roth, per Pastrimonio
Siri Hustvedt, per Todo cuanto amé
Jordi Ibáñez, per Una vida al carrer
- 2005 John Lanchester, per El port de les aromes

Gerard Donovan, per El telescopio de Schopenhauer
Halldór Laxness, per Gente independiente
Jeannette Winterson, per La niña del faro
Georges Hyvernaud, per La pell i els ossos
Philippe Claudel, per Les ànimes grises
Antonio Orejudo, per Reconstrucción
- 2006 Robertson Davies, per El cinquè en joc

Nancy Mitford, per A la caza del amor
Patrick Lapeyre, per Cooper o las soledades elementales
Nicole Krauss, per La història de l'amor
Gonzalo Hidalgo Bayat, per La paradoja del interventor
Eduard Girbal i Jaume, per La tragèdia de Cal Pere Llarg
Maurizio Maggiani, per El viatger nocturn
- 2007 Mariolina Venezia, per Fa mil anys que sóc aquí

Neus Canyelles, per L'alè del búfal a l'hivern
Flann O'Brien, per El tercer policía
Agota Kristof, per Claus i Lucas
Stefano Benni, per Margherita Dolcevita
- 2008 Natsume Sōseki, per Botxan

Jordi Coca, per La noia del ball
Minh Tran Huy, per La princesa y el pescador
Andrea Maria Schenke, per Tannöd, el lloc del crim
Giani Stuparich, per La isla
- 2009 Sherwood Anderson, per Winesburg, Ohio

Sílvia Alcàntara, per Olor de colònia
Judit Pujadó, per Les edats perdudes
Wallace Stegner, per En lloc segur
Juan Bonilla, per Tanta gente sola
- 2010

Literatura catalana: Jordi Puntí, per Maletes perdudes
Altres literatures: Elizabeth Strout, per Olive Kitteridge
Àlbum il·lustrat: Jimmy Liao, per La noche estrellada
- 2011

Literatura catalana: Blanca Busquets, per La nevada del cucut
Altres literatures: David Vann, per Sukkwan Island
Àlbum il·lustrat: Peter Schössou, per El meu primer cotxe era vermell
- 2012

Literatura catalana: M. Mercè Cuartiella, per Germans, gairebé bessons
Altres literatures: Gerbrand Bakker, per A dalt està tot tranquil
Àlbum il·lustrat: Fabrizio Silei i Maurizio A. C. Quarello, per El autobús de Rosa
- 2013

Literatura catalana: Francesc Parcerisas i Vázquez, per La primavera a Pequín
Altres literatures: Mordecai Richler, per El cas d'en Barney Panofsky
Àlbum il·lustrat: Aaron Frisch i Roberto Innocenti, per La caputxeta vermella
- 2014[1]

Literatura catalana: Antoni Vives, per I demà, el paradís
Altres literatures: Wajdi Mouawad, per Ànima
Àlbum il·lustrat: Jon Klassen, per Aquest barret no és el meu
- 2015[2]

Literatura catalana: Joan Benesiu, per Gegants de gel
Altres literatures: Maylis de Kerangal, per Reparar els vius, traduïda per Jordi Martín Lloret
Àlbum il·lustrat: Emily Hugues, per Salvatge
- 2016[3]

Literatura catalana: Alicia Kopf, per Germà de gel
Altres literatures: Lucia Berlin, per Manual per a dones de fer feines, traduït per Albert Torrescasana
Àlbum il·lustrat: Francesca Sanna, per El viatge
- 2017[4]

Literatura catalana: Raül Garrigasait, per Els estranys, Edicions 1984
Altres literatures: Marcello Fois, per Estirpe, traduït per Francisco Álvarez, Ed. Hoja de Lata
Àlbum il·lustrat: Albert Asensio, per El banc blau, Ed. Babulinka
- 2018[5]

Literatura catalana: Eva Baltasar, per Permagel, Club Editor
Altres literatures: José Eduardo Agualusa, per Teoria general de l'oblit, traduït per Pere Comellas, Edicions del Periscopi
Àlbum il·lustrat: Ximo Abadía, per Frank. La increïble història d'una dictadura oblidada, Dibbuks
Literatura catalana (infantil i juvenil): Jaume Copons i Òscar Julve, per No llegiré aquest llibre, La Galera
Altres literatures (infantil i juvenil): Jakob Wegelius, per La mona de l'assassí, traduït per Elena Martí i Segarra, Viena
- 2019[6]

Literatura catalana: Pol Beckmann per Novel·la, Quaderns Crema
Menció especial: Marta Marín-Dòmine per Fugir era el més bell que teníem, Club Editor
Altres literatures: Jenny Erpenbeck per Les formes del verb anar, traduït per Marta Pera Cucurell, Angle editorial
Menció especial: Kaouther Adimi per Les nostres riqueses, traduït per Anna Casassas, Edicions del Periscopi
Àlbum il·lustrat: Jessica Love, per Sirenes, Kokinos
Literatura catalana (infantil i juvenil): Raimon Portell per Camins d'aigua, Barcanova
Altres literatures (infantil i juvenil): Frances Hardinge, per La cançó del cucut, traducció de Xavier Pàmies, Bambú
- 2020[7]

Literatura catalana: Manuel Baixauli per Ignot, Edicions Periscopi
Altres literatures: Ali Smith per Tardor, traduït per Dolors Udina, Raig Verd Editorial
Àlbum il·lustrat: Issa Watanabe per Migrants, Libros del Zorro
Literatura catalana (infantil i juvenil): Muriel Villanueva per Dunes. Diari d’un altre estiu, Babulinka Books
Altres literatures (infantil i juvenil): Benjamnin Alire Sáenz per Aristòtil i Dante descobreixen els secrets de l’univers, traducció de Maria Climent, L’Altra Tribu i Cross Books
- 2021[8]

Literatura catalana: Francesc Serés per La casa de foc, Proa
Altres literatures: Leïla Slimani per El país dels altres, traduït per Valèria Gaillard, Angle Editorial
Àlbum il·lustrat: Jacques Goldstyn, per Els estels, traduït per Susana Tornero, Editorial Joventut
Literatura catalana (infantil i juvenil): Ivan Vera per Àunia, Akiara; Adrià Aguacil Portillo per La botiga de vides, Animallibres
Altres literatures (infantil i juvenil): Annet Schaap per La nena del far, traducció de Maria Rosich, Pagès Editors
Memorial Pere Rodeja: Gemma Garcia, llibretera, i Toni Puntí, periodista
- 2022[9]

Literatura catalana: Glòria de Castro per L'instant abans de l’impacte, Periscopi
Altres literatures: Rebecca Makkai per Els grans optimistes, traduït per Marc Rubió Rodon, Periscopi
Àlbum il·lustrat: Rita Sineiro per Cues de somnis, traduït per Pere Comellas, amb il·lustracions de Laia Domènech, Akiara Books
Literatura catalana (infantil i juvenil): Eulàlia Canal i Iglésias per L’hivern del Sr. Jeroni, amb il·lustracions de Jordi Vila Delclòs, Animallibres
Altres literatures (infantil i juvenil): Ana Pessoa, per Mary John, traduït per Mercè Ubach, l'Altra Tribu
- 2023[10]

Literatura catalana: Cristina Garcia Molina per Els irredempts, LaBreu
Altres literatures: Damon Galgut per La promesa, traduït per Àfrica Rubiés, Les Hores
Àlbum il·lustrat: Gazhole&Cruschiform per Hi havia una forma, traduït per Teresa Duran, Barrett
Literatura catalana (infantil i juvenil): Roger Tarrés per Fills d’Èodhum 1. L’amenaça verda, Fanbooks
Altres literatures (infantil i juvenil): Joana Estrela per Pardaleta, traduït per Àlex Tarradellas, Meraki
- 2024[11]

Literatura catalana: Jordi Masó per Xacona, Males Herbes
Altres literatures: Eider Rodriguez per Materials de construcció, traduït per Pau Joan Hernández, Periscopi
Assaig, pensament i altres narratives: Miguel Pajares per Bla-bla-bla. El mite del capitalisme ecològic, traduït per Lídia Bayona, Raig Verd
Àlbum il·lustrat: Marc Majewski per Papallona, traduït per Matías Adam, Ekaré
Literatura catalana (infantil i juvenil): Albert Pijuan per I diumenge, meteorit, Animallibres
Altres literatures (infantil i juvenil): T. Kingfisher, per Guia màgica d’autodefensa amb galetes, traduït per Elena Ordeig, amb il·lustracions d'Adrià Màrquez, Indòmita